# Єсінська сільська рада
Єсінська сільська рада — муніципальне утворення в Аскизькому районі Хакасії.

## Адміністративний устрій
Об'єднує 9 населених пунктів:
1. с. Полтаков,
2. с. Усть-Єсь,
3. аал Усть-Таштип,
4. аал Сафронов,
5. аал Печень,
6. аал Абрамов,
7. аал Хизил Агбан,
8. аал Перевозне,
9. сел.ст. Сартак.

## Освіта
Поселення має дві середні школи, основну школу.

## Культура
Діє Полтаковський (Єсінський) стеларій, який зберігає 93 стели з тисячами зображень різних епох. Поблизу аала Сафронов знаходиться Сафроновський могильник.